# Alex Bertie
Alex Bertie (Nacido el 2 de noviembre de 1995) es un youtuber, autor y diseñador británico.
Es conocido por su canal, TheRealAlexBertie, dónde documentó su transición de género entre 2010 y 2018.

## Vida Personal
Creció en Bournemouth, Inglaterra, donde sufrió bullying en el colegio por la percepción de que no era heterosexual, lo que lo llevó a instancias de daño a sí mismo.
Se declaró transgénero en 2010, y comenzó un canal en YouTube para compartir sus experiencias, siendo uno de los primeros en hacerlo.
Comenzó terapia de reemplazo hormonal en 2016, y tuvo cirugía de mascunilización de pecho en 2017.
En octubre de 2017 fue víctima de una campaña anti-trans que difundió sus fotos sin permiso.

## Vida Profesional
Estudio diseño en la universidad de Bournemouth & Poole, y actualmente trabaja en diseño de videojuegos.
Escribió una autobiografía titulada "Buscando una barba"  y una novela romántica "Soy más yo contigo" con un protagonista trans-masculino en una relación homosexual, que fue publicada por Audible en 2023
Actualmente se encuentra retirado de YouTube, y vive en Cheshire, con su pareja y dos gatos.